# Utgrunden, Kalmarsund
Utgrunden är belägna i Kalmarsund mellan Degerhamn och Bergkvara. De ligger på en långsmal bank av sten, som utgör en smal undervattensås i nord-sydlig riktning med en längd av tre distansminuter. Omkring en distansminut längre norrut finns ytterligare ett likartat grund. Det södra ligger på omkring tre meters djup och det norra på cirka fyra meter. Beteckningen Utgrunden förekommer på sjökort först 1849. Grunden är mycket farliga för sjöfarten.

## Fyrskeppsstationen Utgrunden
Kungliga Lotsstyrelsen lade 1864 ut ett fyrskepp vid Utgrunden. Fyrskeppen ersattes 1946 av en kassunfyr, placerad längre åt nordnordväst. Kassunfyren är numera privatägd och sedan 2025 inredd för bostadsändamål.

### Skeppslista
| Nummer | Namn           | Tjänstgöringsår |
| ------ | -------------- | --------------- |
| 7      | Vulkan         | 1864-1865       |
| 5      | Utgrunden      | 1866-1883       |
| 15     | Utgrunden      | 1884-1896       |
| 19     | Norströmsgrund | 1897-1946       |